# 被出卖的新嫁娘
《被出賣的新嫁娘》（捷克語：Prodaná nevěsta）為貝多伊齊·史麥塔納的第二齣歌劇，三幕喜歌劇。捷克文劇本由薩比納（Karel Sabina）所作，而由史麥塔納於1863年到1870年間譜曲。原本這部作品規劃為輕歌劇，以一些對話取代詠嘆調，並且在1866年在布拉格首演。而目前確定的演出為喜歌劇版本，於1870年完成並於同年進行首演。其序曲跟三首舞曲通常會作為管絃樂團的演出曲目。

## 創作歷史
這部作品的創作時間歷經約七年。在完成《一個布蘭登堡人在波西米亞》後，他想寫初輕歌劇，甚至在接到劇本前就已經開始寫序曲。而在這齣劇上演後，他依舊不斷地進行修改。這首作品的序曲主題是從1848年的鋼琴作品《婚禮場景》而來，而該主題在第二幕的結尾重新又出現一次。早期的版本中，並沒有這些現今膾炙人口的舞曲與詠嘆調，主要還是以對話為主。而到1870年四月，指揮家納帕拉尼克（Eduard Nápravník）與歌手帕列賽克（Josef Paleček），強力主張史麥塔納應該寫宣敘調來取代這些原本的對話。因此「出賣新娘」的最終版終於在這年完成。

## 角色
- 克魯希納（Krušina），農夫（男中音）
- 露德米拉（Ludmila），農夫之妻（女中音）
- 瑪蓮卡（Mařenka），農夫之女（女高音）
- 米夏（Mícha），農夫（男低音）
- 賀塔（Háta），米夏之妻（女低音）
- 文森（Vašek），米夏之子（男高音）
- 耶尼克（Jeník），米夏與前妻婚生之子（男高音）
- 克查（Kecal），婚姻仲介者（男低音）
- 喜劇角色（Principál komediantů），（男高音）
- 喜劇角色（Esmeralda），（女高音）
- 喜劇角色（Indián），（男低音）

## 劇情大綱

### 第一幕
瑪蓮卡與耶尼克想要結婚，但是瑪蓮卡的父親有其他的想法。他想要瑪蓮卡嫁給一個他從未見過的男子，一個有錢大地主米夏的兒子－－文森。婚姻仲介者，克查，接受委託撮合瑪蓮卡與文森。為了達成目的，他決定在瑪蓮卡跟耶尼克間動些手腳讓他們分手。

### 第二幕
瑪蓮卡與文森偶遇，而當瑪蓮卡已經知道文森是誰時，文森卻還摸不著頭緒。這時瑪蓮卡開始遊說文森，要是他娶了他的未婚妻（也就是瑪蓮卡，當時兩人只訂婚而未見過面），那麼他人生的下半輩子將會很悽慘。這讓文森開始改變主意。同時克查也在遊說耶尼克，企圖讓他放棄娶瑪蓮卡。最後他們兩個達成協議，耶尼克以300盾的代價賣出他的結婚權，並且瑪蓮卡應該與米夏的兒子結婚。當耶尼克簽下這份合同，全鎮的人譴責他。

### 第三幕
一個馬戲團來到這個城鎮，而文森迷戀其中一位吉普賽女子：Esmeralda。由於馬戲團有個演出人員臨時有狀況，所以他就來協助演出。瑪蓮卡對耶尼克所做的事情相當生氣，所以他負氣並同意嫁給文森。當雙方父母跟瑪蓮卡見面時，這時才發現原來耶尼克是米夏與前妻所生的孩子。而根據耶尼克跟克查所簽的合約（瑪蓮卡必須與米夏的兒子結婚），瑪蓮卡可以跟文森或者耶尼克結婚。後來瑪蓮卡選擇與耶尼克結婚，而且耶尼克還是可以得到這300盾。此時有個小孩跑了過來說馬戲團有隻熊逃了出來。城鎮的群眾看到熊都很驚慌，但熊竟然把它的頭拿下來。原來是文森裝扮的。很尷尬的，文森的媽媽將他帶離，而瑪蓮卡的雙親與村民們向這對佳偶獻上祝福。